# 1978 ve fotografii

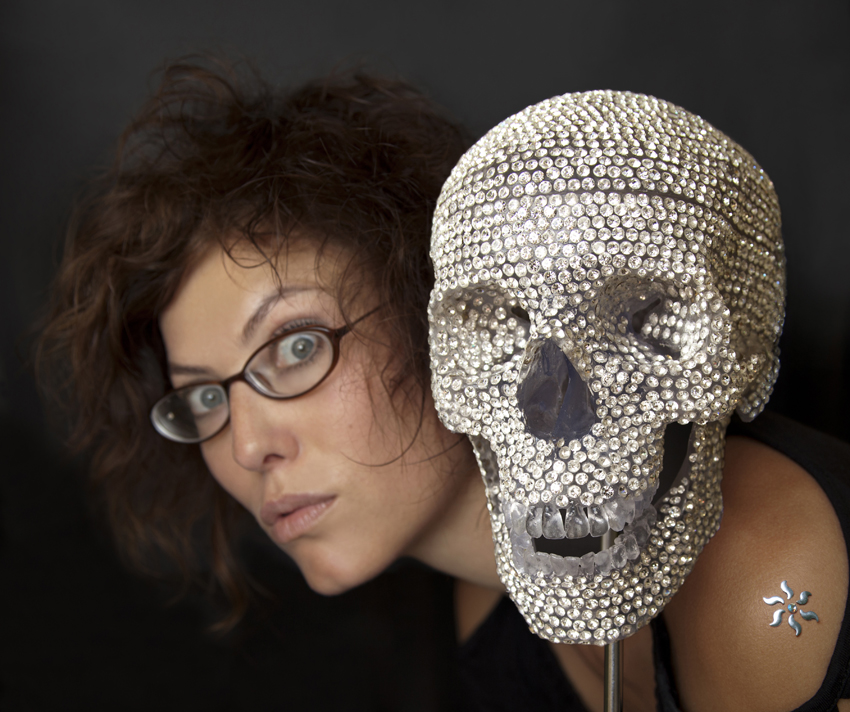
V tomto roce se narodila Barbora Bálková

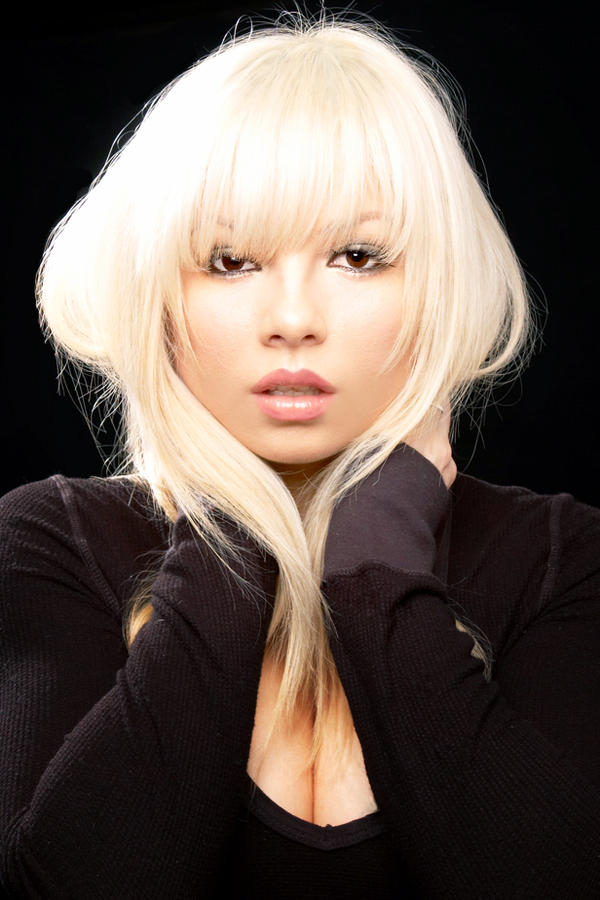
Americká modelka a fotografka Cherie Roberts se narodila 8. prosince 1978

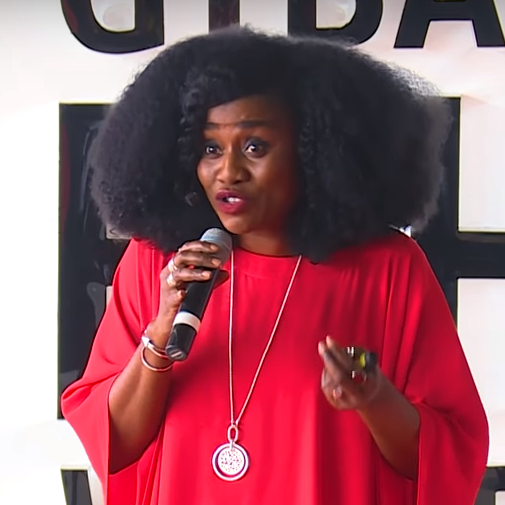
V roce 1978 se narodila nigerijská fotografka TY Bello

Tento článek obsahuje významné fotografické události v roce 1978.

## Události
- Rencontres d'Arles červenec–září, Lisette Model, Izis, William Klein, Hervé Gloaguen, Yan Le Goff, Serge Gal, Marc Tulane, Lionel Jullian, Alain Gualina,…
- 11. září – V izolaci v Catherine-de-Barnes Isolation Hospital zemřela medicínská fotografka Janet Parker, poslední známá oběť pravých neštovic.
- Zanikla společnost N.E. Thing Co.

## Ocenění
- World Press Photo – Sadajuki Mikami
- Prix Niépce – Alain Chartier
- Prix Nadar – Josef Koudelka, Gitans la fin du voyage, éditions Delpire
- Grand Prix national de la photographie  – Brassaï
- Cena Ericha Salomona – magazín National Geographic
- Cena za kulturu Německé fotografické společnosti – Gisèle Freund

- Cena Ansela Adamse – C. C. Lockwood
- Zlatá medaile Roberta Capy – Susan Meiselas
- Pulitzerova cena
  -  Pulitzer Prize for Spot News Photography – John H. Blair, United Press International za fotografii Tonyho Kiritsise, který drží zbraň u hlavy indianapoliského makléře.
  -  Pulitzer Prize for Feature Photography – J. Ross Baughman, Associated Press, „za tři fotografie z partyzánských oblastí v Rhodesii.“

- Cena za fotografii Ihei Kimury – Miyako Ishiuchi
- Cena Nobua Iny – Hiromi Cučida

- Prix Paul-Émile-Borduas – Ulysse Comtois

## Velké výstavy
- Expozice Robert Doisneau v musée Nicéphore-Niépce

## Knihy vydané v roce 1978
- Portraits 1947–1977, Richard Avedon
- Friends and Friends of Friends, Bernard Pierre Wolff, E. P. Dutton ISBN 0-525-47519-2

## Narození v roce 1978
- 14. ledna – TY Bello, nigerijská zpěvačka, skladatelka, fotografka a filantropka
- 31. ledna – Ellen Staggová, americká módní a reklamní fotografka
- 9. února – Kateřina Držková, česká umělkyně, která se specializuje na fotografii a mediální sebereflexivitu. Patří do generace mladých českých fotografek z počátku 21. století
- 18. února – Monika Czarska, polská malířka, grafička, fotografka, autorka knižních obálek a akademická pedagožka
- 4. března – Barbora Bálková, česká fotografka
- 1. dubna – Petr Kurečka, český fotograf
- 12. dubna – Véronique de Viguerie, francouzská novinářská fotografka známá snímky z války v Afghánistánu
- 18. dubna – Alžběta Jungrová, česká fotografka
- 6. května – Catalina Mesa, kolumbijská filmařka, spisovatelka a fotografka
- 7. května – Lucie Robinson, česká portrétní, výtvarná a módní fotografka
- 8. května – Patrick Galbats, lucemburský reportážní fotograf
- 17. května – Anthony Wallace, britský fotožurnalista
- 25. května – Rebekka Guðleifsdóttir, islandská fotografka jejíž práce zveřejněné na Flickru vedly k zaměstnanosti v reklamních kampaních
- 15. června – Tino Kratochvil, český divadelní a koncertní fotograf, syn fotografa Jefa Kratochvila
- 23. června – Jessica Dimmock, americká dokumentární fotografka, newyorské narkomany fotografovala osm let
- 4. července – Pjotr Besčastnov, ruský umělecký fotograf, umělecký kritik, učitel, autor monografií a učebnic o fotografii a designu († 27. prosince 2023)
- 19. srpna – Lucas Dolega, francouzsko-německý fotoreportér († 17. ledna 2011)
- 22. listopadu – Juan Pablo Echeverri, kolumbijský vizuální umělec a fotograf známý svými autoportréty a úvahami o sebeobrazu a stereotypech († 15. června 2022)
- 24. listopadu – Susanna Majuri, finská fotografka, krátké narativní scény podobně jako ve filmu († 5. března 2020[1])
- 8. prosince – Cherie Robertsová, americká modelka a fotografka aktů
- 8. prosince – Diego Cadavid, kolumbijský herec, kameraman, fotograf a hudebník
- ? – Nicolas Guérin, francouzský portrétní, reklamní a módní fotograf
- ? – Yetunde Ayeni-Babaeko, nigerijská komerční fotografka, vystudovala v Německu
- ? – Andrew Esiebo, nigerijský fotograf, zabýval se osobními projekty a úkoly především v Nigérii a západní Africe
- ? – Ross McDonnell, irský filmový režisér, kameraman a fotograf (1978/1979 – listopad 2023)
- ? – Samer Abu Daqqa, belgicko-palestinský videožurnalista a fotograf pracující pro katarský mediální konglomerát Al-Džazíra († 15. prosince 2023)
- ? – James Oatway, jihoafrický fotožurnalista, do roku 2016 hlavní fotograf novin Sunday Times, zaměřuje se na politická a sociální témata v Africe, migraci a lidi postižené konflikty
- ? – Klaus Fruchtnis, kolumbijský fotograf, digitální umělec a lektor
- ? – Carlos Motta, kolumbijský fotograf a multimediální umělec

## Úmrtí v roce 1978
- 1. února – Arthur Siegel, americký fotograf (* 2. srpna 1913)
- 2. března – Barbora Zsigmondiová, slovenská fotografka (* 17. června 1908)
- 3. března – Otto Steinert, německý fotograf a učitel fotografie, zakladatel a teoretik „subjektivní fotografie“ (* 12. července 1915)
- 31. března – Karel Hájek, novinářský fotograf (* 22. ledna 1900)
- 17. května – Armin Wegner, německý publicista a ochránce lidských práv (* 16. října 1886)
- 31. května – Uuno Laukka, finský fotograf aktivní v regionu Oulu od 30. do 70. let 20. století (* 20. března 1914)
- 31. května – Hannah Höchová, německá umělkyně a fotografka (* 1. listopadu 1889)
- 14. července – Charles Clyde Ebbets, americký fotograf (* 18. srpna 1905)
- 29. července – Miroslav Hák, fotograf (* 9. května 1911)
- 5. srpna – Victor Hasselblad, švédský vynálezce a fotograf (* 1906)
- 10. září – Axel Swinhufvud, švédský fotograf a obchodník s papírem (* 20. května 1888)
- 15. října – William Eugene Smith, americký novinářský fotograf (* 30. prosince 1918)
- 3. listopadu – Edouard Kutter starší, lucemburský fotograf, syn švýcarského rodáka Paula Kuttera, který v roce 1883 založil ateliér v Lucemburku (* 8. května 1887)
- 26. prosince – Gunnar Lönnqvist, finský fotograf (* 4. ledna 1891)
- 26. prosince – Ludvík Souček, český spisovatel a fotograf (* 17. května 1926)
- ? – Ivar Øiesvold, norský fotograf (* 14. července 1919)
- ? – Ajao Emoto, japonský fotograf (* 1895)
- ? – Josef Tetínek, český malíř, grafik, výtvarník a fotograf (1. října 1903 – 12. prosince 1978)